# Gerhard Rau
Gerhard Rau (* 9. September 1934 in Sankt Georgen im Schwarzwald; † 16. April 2022) war ein deutscher evangelischer Theologe und Hochschullehrer.

## Leben
Er studierte Theologie in Heidelberg bei Günther Bornkamm, Gerhard von Rad, Ernst Wolf, Otto Heinrich Weber und Hans-Wolfgang Heidland. Nach der Promotion zum Dr. theol. am 18. Februar 1967 an der Universität Heidelberg lehrte dort er von 1974 bis 1999 Praktische Theologie und Kirchensoziologie. Zuvor leitete er drei Jahre lang die Planungs- und Organisationsabteilung im Evangelischen Oberkirchenrat der badischen Landeskirche in Karlsruhe.

## Schriften (Auswahl)
- Pastoraltheologie. Untersuchungen zur Geschichte und Struktur einer Gattung praktischer Theologie. München 1970, ISBN 3-459-00602-1.
- mit Adolf Martin Ritter und Hermann Timm (Hg.): Frieden in der Schöpfung. Das Naturverständnis protestantischer Theologie. Gütersloh 1987, ISBN 3-579-00268-6.
- mit Wilhelm Gräb, Heinz Schmidt und Johannes A. van der Ven (Hg.): Christentum und Spätmoderne. Ein internationaler Diskurs über Praktische Theologie und Ethik. Stuttgart 2000, ISBN 3-17-016098-2.
- Beiträge zur Praktischen Theologie. Leipzig 2006, ISBN 3-374-02380-0.